# Guarea trunciflora
Guarea trunciflora är en tvåhjärtbladig växtart som beskrevs av C. Dc.. Guarea trunciflora ingår i släktet Guarea och familjen Meliaceae. Inga underarter finns listade i Catalogue of Life.